# Operación Grog
Operación Grog (Inglés: Operation Grog) fue el nombre clave asignado por el alto mando británico al bombardeo naval y aéreo de las ciudades de Génova, Livorno y La Spezia entre el 6 y el 11 de febrero de 1941, en el transcurso de la Segunda Guerra Mundial.
Originalmente programado para el 31 de enero de 1941, el bombardeo fue llevado a cabo por una flota compuesta por el acorazado HMS Renown, el portaaviones HMS Ark Royal, el crucero HMS Malaya, el crucero ligero HMS Sheffield y 10 destructores, incluyendo el HMS Foxhound, el HMS Foresight, el HMS Fury, el HMS Firedrake y el HMS Jersey.
La flota dejó Gibraltar el 6 de febrero, con 4 destructores realizando un barrido antisubmarino y los buques pesados realizando una maniobra de distracción para que los observadores alemanes e italianos pensaran que escoltaban un convoy.
El puerto genovés fue bombardeado el 9 de febrero, hundiéndose 4 barcos y dañando otros 18. Un error de puntería de la artillería del HMS Malaya provocó que una salva impactara en la Catedral de Génova. Los aviones del Ark Royal bombardearon Livorno y minaron el puerto de La Spezia. El intento de la flota italiana por interceptar a los atacantes fracasó, regresando a Gibraltar el 11 de febrero.
- Datos: Q2534557
- Multimedia: Operation Grog / Q2534557